# Benimar
Benimar – produkuje samochody kempingowe prawie 40 lat i jest liderem na rynku hiszpańskim tych pojazdów. Pierwszy Benimar został wyprodukowany w 1974 roku, a produkcja seryjna rozpoczęła się w 1986 roku. Oryginalność i jakość były w 2002 roku powodem, że Benimar został wprowadzony do grupy Trigano. Benimar ma fabrykę w Peniscoli o powierzchni 40 000 m². Nowoczesne narzędzia, maszyny high-tech i innowacyjne technologie pozwalają fabryce produkować 3000 samochodów kempingowych rocznie. Firma Benimar jest obecna w 12 krajach Europy, a nawet w Nowej Zelandii i Chile.

## Historia

### 1974–1987: Początki
CARAVANAS BENIMAR powstała w 1974 „BENI”, na cześć pierwszej lokalizacji Benicarló (po arabsku „syn”) i „MAR” (po hiszpańsku „morze”), co miało świadczyć o duchu śródziemnomorskim firmy. Pierwszego kampera Benimar stworzył w roku 1978.
W 1984 Piet Geensen został nowym głównym właścicielem, a nazwa firmy zmieniła się na OCARSA, SA. Fabryka przestała budować przyczepy kempingowe i rozpoczęła produkcję przyczep stacjonarnych.

### 1988–2001: Samochody kempingowe
W 1988 Benimar wypuszcza na rynek pierwszy nisko profilowy samochód kempingowy z panoramicznym oknem dachowym.
Nowa fabryka w Peniscoli (obecna lokalizacja) zostaje otwarta w 1996.

### 2002-2014: Benimar w grupie Trigano
W 2002 benimar dołącza do grupy Trigano. Benimar prezentuje w roku 2004 model Perseo.
W 2005 benimar zaczyna pod produkcje kamperów dla marek Challenger i Chausson. 2006 Benimar tworzy koncepcję Benimarisation. W 2007 Firma zajmująca się domami mobilnymi została porzucona i od tego czasu fabryka produkuje wyłącznie kampery. Początek koncepcji: „Luminosity / Habitability / Originality”. Stworzenie jasnego przestronnego wnętrza z niskim profilem zawieszenia. W 2008 Benimar Prezentuje Gamę Tessoro.
Perseo w 2010 przechodzi gruntowny lifting. W roku 2012 Benimar zaczyna stosować Meble Bi-Tone. 2015

### Od 2015: ISB (Isolation System Benimar)
Benimar opracowuje nową technologię i ją patentuje Technologia ISB jest to nowa technologia, która eliminuje wykorzystanie drewna przy produkcji zabudowy kamera. W 2017 benimar prezentuje nową serię pojazdów „Redy To Go” z oznaczeniem UP Pojazdy te charakteryzują się kompletnym doposażeniem samochodu (min. markizą anteną bagażnikiem rowerowym) W 2018 Perseo przechodzi kolejny lifting przy produkcji zostają wykorzystane najnowsze technologie.